# Hajji Firuz Tepe

Hajji Firuz Tepe is een archeologische vindplaats in de provincie West-Azerbeidzjan in Iran. De vindplaats werd opgegraven tussen 1958 en 1968 door archeologen van de University of Pennsylvania Museum of Archaeology and Anthropology. De opgravingen resulteerden in een Neolithisch dorp dat was bewoond in de 2e helft van het 6e millennium v.Chr. In deze nederzettingen werd een pot gevonden met daarin organische resten die tot het oudste bewijs ter wereld voor wijnproductie behoren.